# Jane Swagerty
Jane Swagerty (Oakdale, Estados Unidos, 30 de julio de 1951) es una nadadora estadounidense retirada especializada en pruebas de estilo espalda, donde consiguió ser medallista de bronce olímpica en 1968 en los 100 metros.

## Carrera deportiva
En los Juegos Olímpicos de México 1968 ganó la medalla de bronce en los 100 metros espalda, con un tiempo de 1:08.1 segundos, tras la también estadounidense Kaye Hall que batió el récord del mundo con 1:06.2 segundos, y la canadiense Elaine Tanner.